# Бояри (Підляське воєводство)
Бояри (пол. Bojary) — село в Польщі, у гміні Туроснь-Косьцельна Білостоцького повіту Підляського воєводства.
Населення — 62 особи (2011).
У 1975-1998 роках село належало до Білостоцького воєводства.

## Демографія
Демографічна структура станом на 31 березня 2011 року:
|          | Загалом | Допрацездатний вік | Працездатний вік | Постпрацездатний вік |
| -------- | ------- | ------------------ | ---------------- | -------------------- |
| Чоловіки | 33      | 7                  | 20               | 6                    |
| Жінки    | 29      | 6                  | 14               | 9                    |
| Разом    | 62      | 13                 | 34               | 15                   |